# Рубель

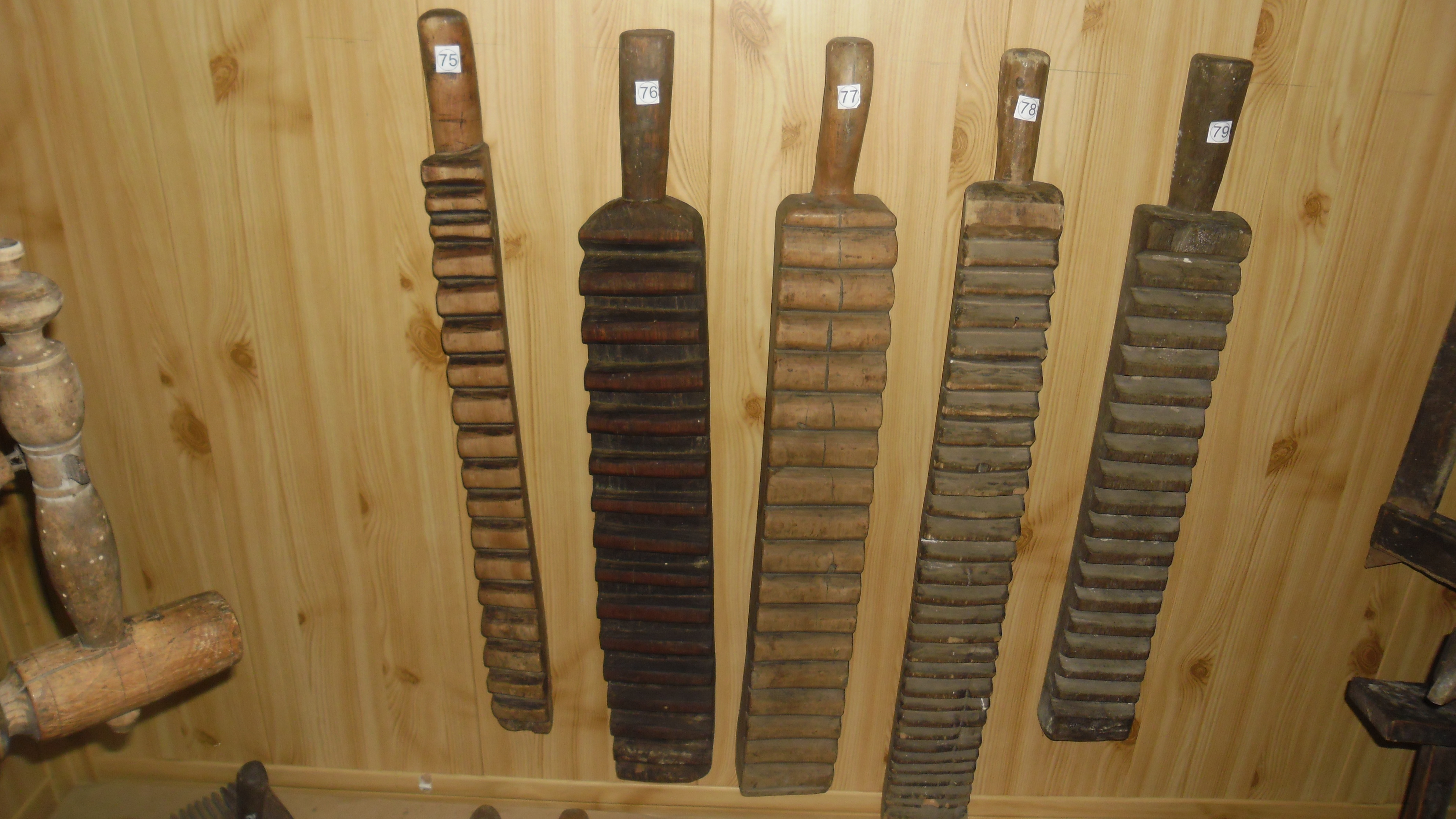
Рублі в Гадяцькому історико-краєзнавчому музею.

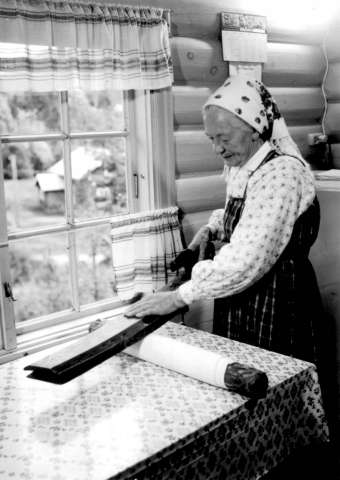
Прасування рублем і качалкою. Норвегія, 1962 р.

Рубе́ль, діал. маґельни́ця, маґільни́ця, маґлівни́ця (через пол. maglownica від нім. Mangel) — старовинний прилад для прасування білизни — вузька дерев'яна дошка з ручкою і поперечними зарубками для качання білизни, яку попередньо намотують на качалку. Старовинний аналог праски.

## Опис
Рубель — це товста вузька дерев'яна дошка, один кінець якої був вирізаний у формі ручки (у деяких місцевостях ручка називалася фіст). Решта дошки називається плече, одна її сторона вирізалася зубцями у формі трикутних призм (рубежі, зуби), другу сторону могли залишати гладенькою чи оздоблювати різьбленням. Зберігали рубель і качалку на полу, що вночі використовувався замість ліжка.
Аналогічний прилад використовували для прання білизни — він називався «праник» або «прач». Проте, іноді ці терміни змішують.

## Згадки в літературі
|  | Випрали ми сім пар онучок, сушили на кабиці, моя жінка викачала їх рублем та качалкою, щоб м'які були, як пух.— Юрій Яновський «На зеленій Буковині» |

|  | Докія кидається до скрині, підіймає важке віко і дістає чисту, трохи прим'яту сорочку, намотує її на качалку і з силою викачує рублем.— Михайло Стельмах «Велика рідня» |

|  | Бо дівоцька краса в меді намачана, На Дунаю прана, на шнурах вішана, На маґлі тачана, до скрині схована, До скрині схована, ключиком замикана.— Народна пісня |

|  | Матрац ненажерний. Він вимагає жертв. Ночами злітає з нього дзвін упалого м'яча. Йому потрібна етажерка. Йому потрібен стіл на тумбах. Брязкаючи пружинами, він вимагає штор, портьєр і кухонного посуду. Він штовхає людину і каже їй: — Піди! Купи рубель і качалку!— І. А. Ільф, Є. П. Петров «Дванадцять стільців», пер. М. Пилинської та Ю. Мокрієва |

## Музичний інструмент
У деяких випадках рубель використовували як музичний інструмент, пізніше навіть стали спеціально виготовляти рублі, призначені виключно для гри. Головною відмінністю музичного рубля від побутового є наявність внутрішньої резонаторної порожнини: вона висвердлюється в одному з торцевих боків, глухою, а не наскрізною, і завдяки їй звук виходить гучним і гулким. Окрім того, музичний рубель менш довгий, а його зубці мають гостріші грані.
Під час гри рубель держать однією рукою за ручку, а другою водять взад-вперед по його рубцях дерев'яною ложкою чи паличкою (замість медіатора могла використовуватися і качалка). Виходить характерний «тріскітливий» звук. Рублем добре увиразнюється виконання всякого роду коротких арпеджіо чи форшлагів.

## Галерея

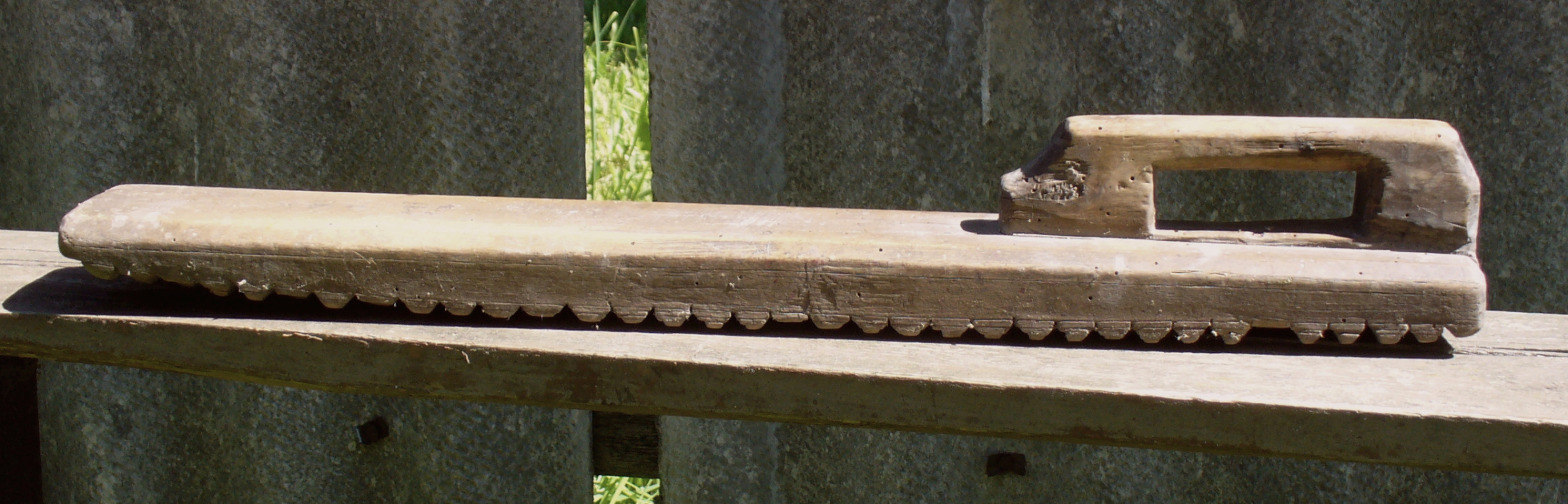
Рубель з ручкою. Білорусь
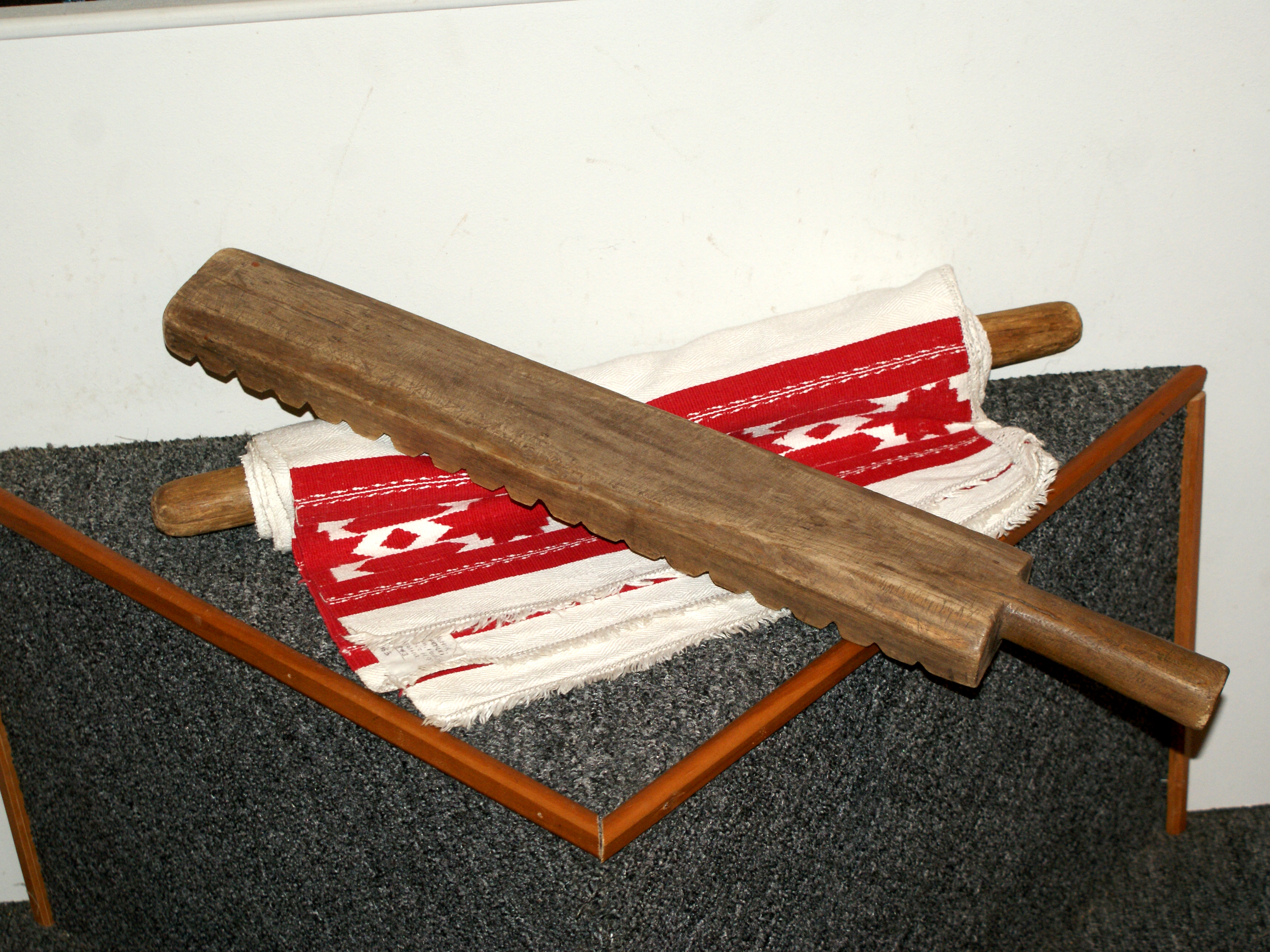
Рубель з намотаною на качалку білизною. Білорусь
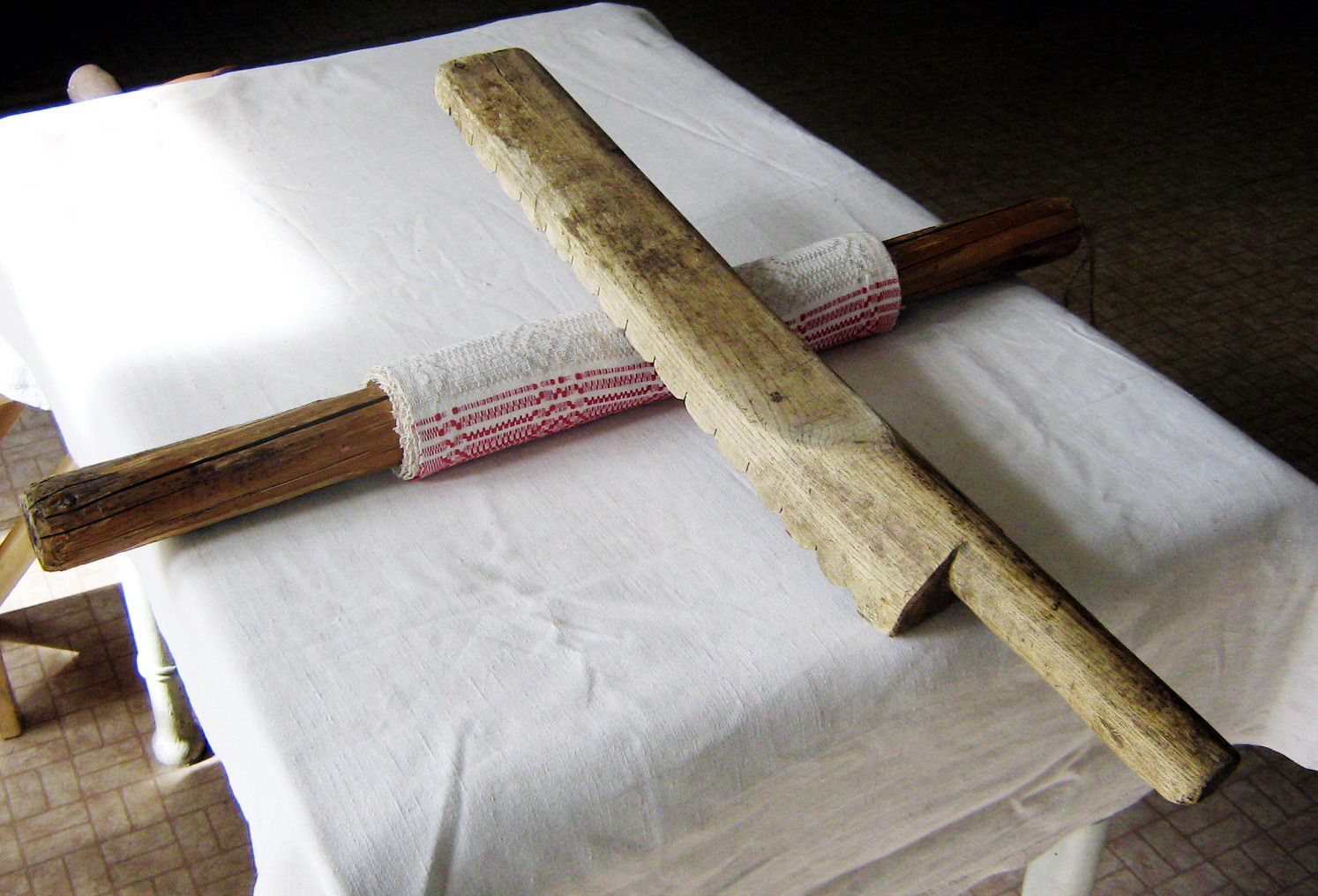
Рубель з намотаною на качалку білизною. Литва
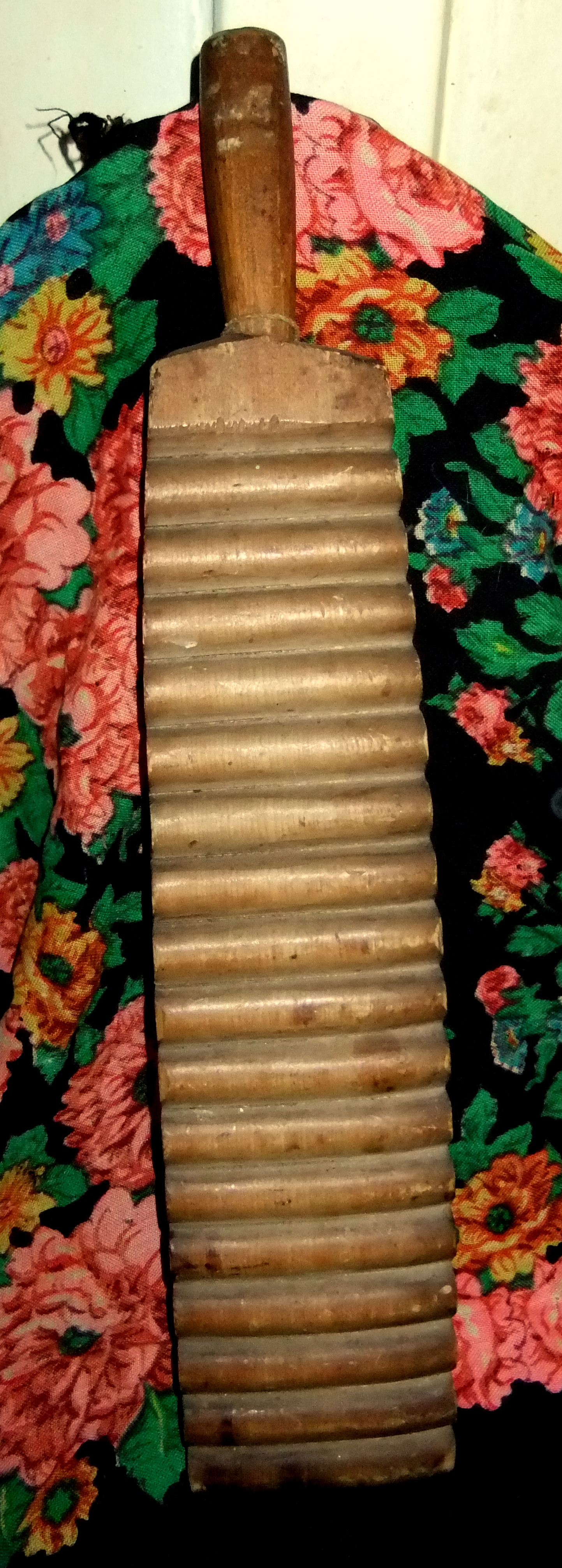
Рубель. Росія
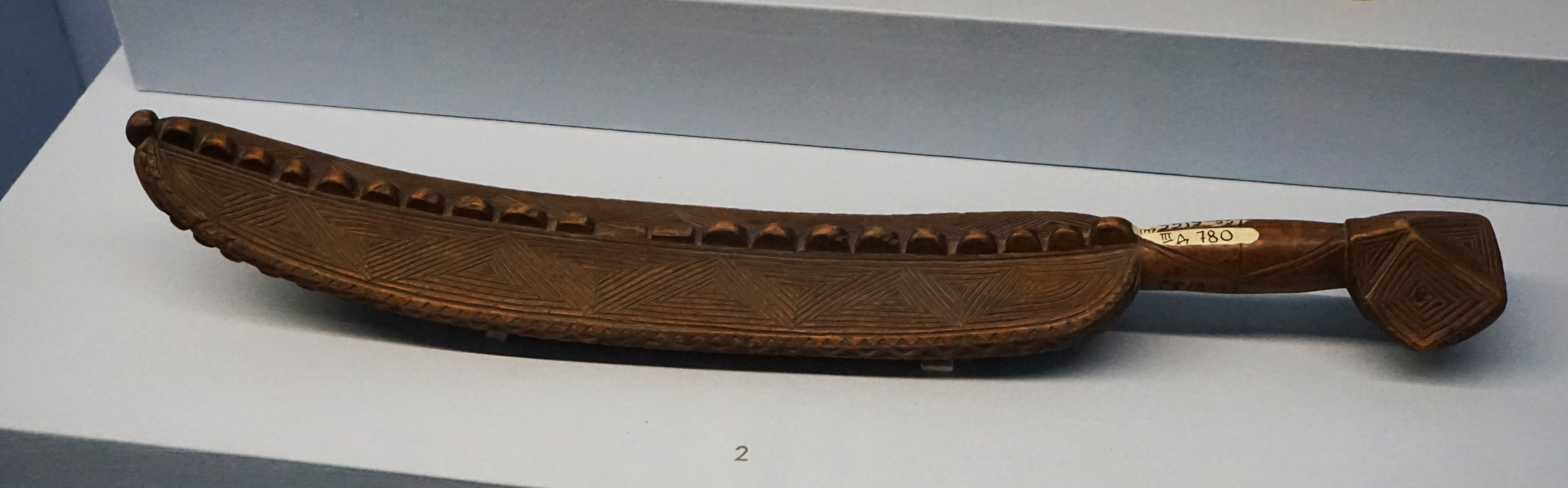
Рубель. Китай
Рубель і качалка. Німеччина, 1806 р.
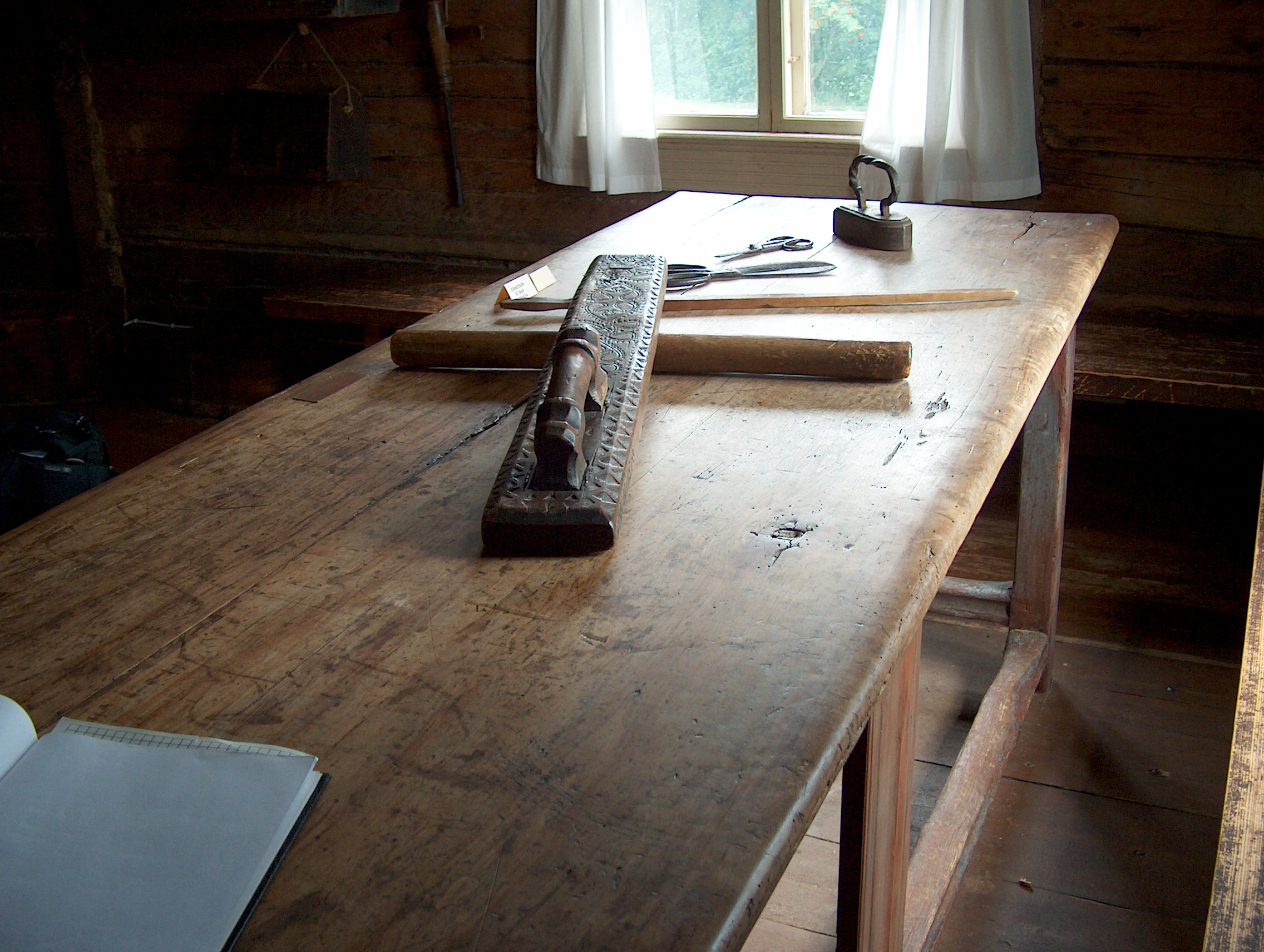
Прасувальне приладдя в будинку-музею фінського письменника Алексіса Ківі